# Джон Бенвілл
Джон Бенвілл (англ. John Banville) ірландський письменник і сценарист. Його роман The Book of Evidence (1989) був претендентом на Букерівську премію, і отримав нагороду Guinness Peat Aviation. його вісімнадцятий роман, The Sea, виграв Букерівську премію у 2005. Іноді він пише під відкритим псевдонімом Бенджамін Блек (Benjamin Black).
Бенвілл відомий своєю чіткою і холодною прозою, майстерністю, що нагадує Набокова, та чорним гумором своїх загалом іронічних героїв. Він заявляв про намагання надати своїй прозі «того типу щільності і густини, які є в поезії».

## Біографія
Бенвілл народився в Вексфорді, Ірландія. Його батько працював в гаражі, і помер, коли Бенвіллу тільки виповнилося тридцять. Його мати була хатньою господаркою. Він наймолодший з трьох дітей. Його старший брат Вінсент також письменник, і видавався під ім'ям Вінсент Лоуренс та власним. Його сестра Вонні Бенвілл-Еванс автор дитячих романів та спогадів про зростання в Вексфорді.
Бенвіл отримав освіту в школі Christian Brothers та Вексфордському коледжі святого Петра. Хоча він і мав намір стати художником і архітектором, він не відвідував університет. Пізніше Бенвілл казав, що це «Велика помилка. Я мав вчитися. Мені шкода, що я не отримав цих чотирьох років пияцтва та закоханностей. Але я хотів бути подалі від моєї сім'ї. Я хотів бути вільним.». Після навчання він працював службовцем в авіакомпанії Aer Lingus, що дозволило йому подорожувати з великими знижками. Він використав ці переваги для подорожей в Грецію та Італію. Протягом 1968-69 років він жив в Сполучених Штатах. Після повернення до Ірландії він став помічником редактора в Irish Press, і з часом отримав підвищення до головного помічника редактора. Його перша книга, Long Lankin, була опублікована в 1970.